# Заточка (оружие)

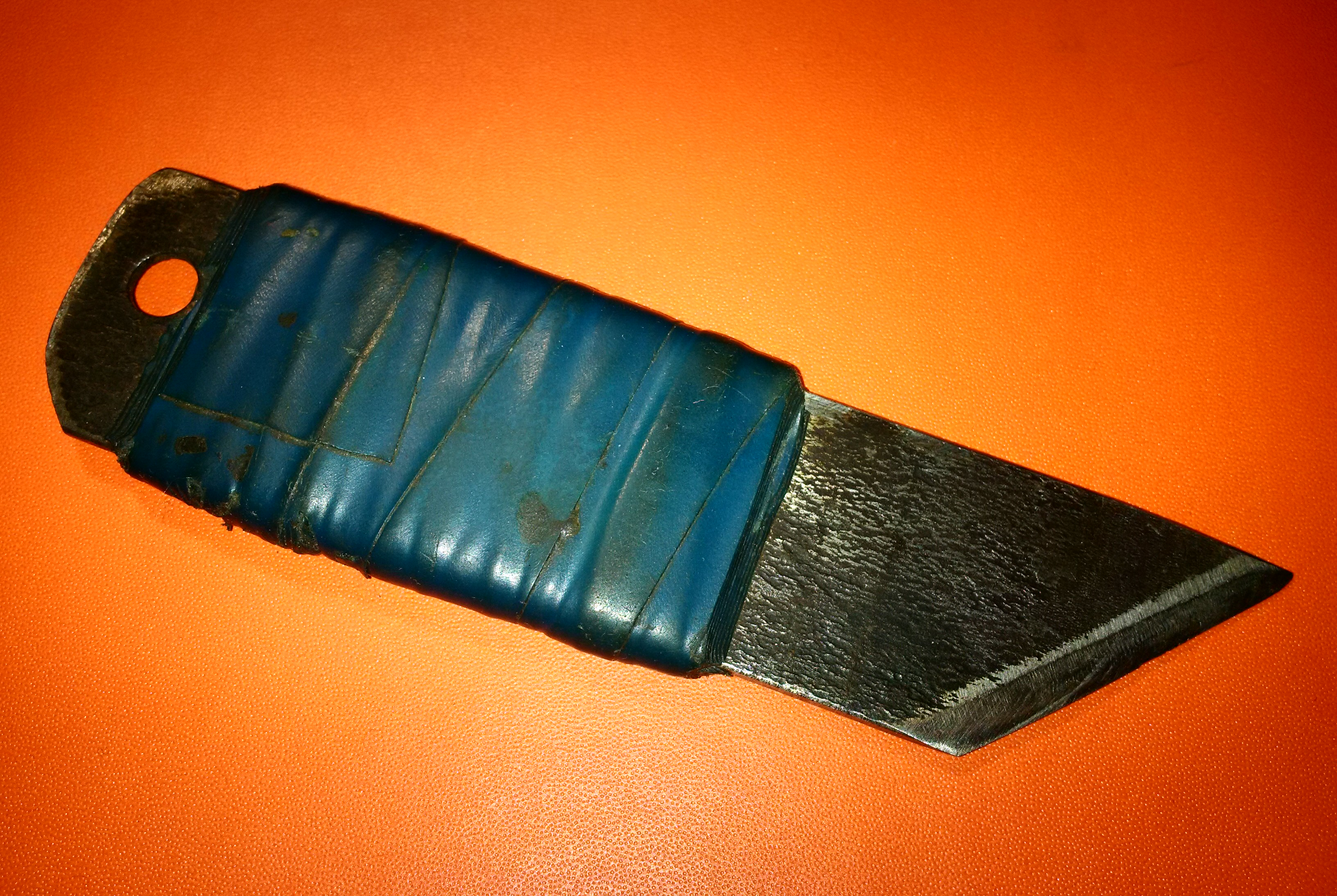
Заточка с импровизированной рукоятью из изоленты

Зато́чка — самодельное атипичное колющее, колюще-режущее или режущее холодное оружие, изготовленное по типу шила или стилета или по типу ножа. 

## Этимология
Слово «заточка» происходит от глагола «точить».
В английском и немецком языках заточка обозначается словом shiv. В английском языке слово фиксируется впервые как часть сленга 17 века — chive (нож). Слово, возможно, происходит от цыганского chiv, означающего «клинок».

## Описание
Заточки не имеют стандартного внешнего вида и могут сильно различаться: от конфигурационно схожих с формальными ножами и стилетами до простых бытовых вещей с заточенной выступающей частью (например, рукоятки зубной щётки). Нередко важным аспектом является возможность скрытого ношения. В условиях использования в местах заключения заточки могут быть полностью лишены рукояти для хранения в узких тайниках или личных вещах (например, книга).  Заточки периодически применяются заключёнными в междоусобных конфликтах.